# 가와하라 다쓰야
가와하라 다쓰야(일본어: 川原 達也, 1985년 12월 16일 ~ )는 일본의 전 축구 선수이다.

## 구단 경력
과거 오미야 아르디자, 더스파 구사쓰에서 활동하였다.